# Konvention
Eine Konvention (Aussprache: [kɔnvɛnˈʦi̯oːn]; vom lateinischen conventio für „Übereinkunft“ oder „Zusammenkunft“) ist eine (nicht notwendig geschriebene) Regel oder Verhaltensnorm, die von einer Gruppe von Menschen aufgrund eines beschlossenen Konsenses eingehalten wird. Die Übereinkunft kann stillschweigend zustande gekommen oder ausgehandelt worden sein. Entsprechend schwankt die Bedeutung des Begriffs zwischen willkürlicher Übereinkunft einerseits, Tradition oder Sitte andererseits.
Zum selben Wortstamm gehören auch die Begriffe Konvent und Konventionalismus. Das Adjektiv konventionell hat neben der Bedeutung den (gesellschaftlichen) Konventionen entsprechend, auch die von herkömmlich oder hergebracht, beispielsweise konventionelle Kriegführung (als Abgrenzung zu atomarer, biologischer, chemischer), konventionelle Landwirtschaft (als Abgrenzung zur ökologischen Landwirtschaft). In der Kunst bezeichnet konventionell eine nicht neue, nicht originelle schöpferische Leistung.

## Begriffsgeschichte
Die große französische Encyclopédie verwendet den Begriff convention noch für alle Formen von Vereinbarungen, Verträgen, Verpflichtungen und Versprechen. Erst David Hume definiert Konvention als a general sense of common interest; which sense all the members of the society express to one another, and which induces them to regulate their conduct by certain rules („ein Gefühl für die gemeinsamen Interessen, das die Mitglieder einer Gesellschaft gegenseitig zum Ausdruck bringen, und welches sie veranlasst, ihr Verhalten durch gewisse Regeln zu ordnen“). Damit grenzt er die Konvention klar vom Vertrag und vom expliziten Versprechen ab. Wichtig für das Zustandekommen sind nur Kommunikationsfähigkeit, Interesse an Kooperation und wechselseitige Verhaltenserwartungen. Durch Gewöhnung verlieren sie ihre Künstlichkeit und werden als naturwüchsig gegeben akzeptiert.
Ferdinand Tönnies sieht die Entstehung einer Konvention in umgekehrter Reihenfolge: Eine Verhaltensgewohnheit oder „Sitte“ verliert irgendwann ihre Natürlichkeit; an ihre Stelle tritt eine „Kunstsitte“ (z. B. eine Zeremonie), die als eine dem allgemeinen und dem je eigenen Nutzen zugleich entsprechende Regel empfunden wird. Die oberste Regel der konventionellen Gesellschaft ist die Höflichkeit.
Max Weber nimmt nur eine typologische Unterscheidung von Sitte und Konvention vor; er diskutiert die Entstehung von Konventionen nicht genauer. Für ihn wird die „eingelebte Sitte“ allein durch Gewohnheit und Nachahmung, die Konvention hingegen durch Billigung bzw. Missbilligung der Umwelt, nicht jedoch durch einen „Zwangsapparat“ aufrechterhalten wie etwa das Recht (und selbst das Gewohnheitsrecht).
Der Philosoph David Kellogg Lewis benutzt im Anschluss an Hume den Konventionsbegriff im Sinne eines sich selbst stabilisierenden und perpetuierenden Systems von Erwartungen, Präferenzen und Verhaltensregeln, die den Interessen bei der Lösung von Koordinationsproblemen in Interaktionsprozessen dienen. Die gefundene Regel selbst ist beliebig (z. B. das Links- oder Rechtsfahrgebot auf der Straße); sie kommt oft dadurch zustande, dass sich Akteure erinnern, dass sie früher schon einmal ein Problem auf eine bestimmte Art zufriedenstellend gelöst haben. Wenn jemand von einer solchen für alle befriedigenden Regel abweicht, hat er keine Vorteile davon. Damit ähnelt die Konvention einem de-facto-Standard.
Für John Niemeyer Findlay stützen sich moralische Urteile nicht auf individuelle Gefühle und Präferenzen, sondern auf Konventionen hinsichtlich des Gebrauchs von Wörtern wie „moralisch“ oder „ethisch“. Nur durch die Untersuchung dieser Konventionen sind moralische Urteile (für Findley sind das stets emotionale, nicht kognitive Aussagen) zu rechtfertigen.

## Konventionen als soziale Handlungsanweisungen
In der Soziologie von Émile Durkheim, Norbert Elias, Talcott Parsons und Erving Goffman bis zu Pierre Bourdieu und Anthony Giddens werden ungeschriebene, nicht formalisierte soziale Normen (Gesellschaftliche Normen, auch: Soziale Skripte) oft als Konventionen bezeichnet. Sie definieren mögliche Verhaltensweisen in einer sozialen Situation und geben Verhaltensregelmäßigkeiten an. Konventionen sind Teil der Kultur einer Gesellschaft und mit der gesellschaftlichen Entwicklung wandelbar. Für Norbert Elias sind verhaltensregulierende Konventionen (neben der Monopolisierung der Gewalt durch den Staat) ein wichtiges Kennzeichen der modernen Zivilisation. Sie können auch als Mittel einer Einschränkung des Einzelnen, seiner Rechte oder Möglichkeiten betrachtet werden. Wer gegen bestehende Konventionen verstößt, verhält sich unkonventionell.
Über den Sinn der Konvention schreibt Kurt Volkmann:

„Man kann einem Zwanzigjährigen nicht die Weisheit eines grauen Hauptes beibringen, man kann Dumme nicht klug machen, aber man kann einem reifenden Menschen Form geben. Haltung ist beim Jüngling wichtiger als Klugheit.“

## Konventionstheorie der Sprache
Parmenides und Demokrit können als erste Vertreter des Verständnisses von Sprache als einer Konvention gelten. Platon diskutiert im Kratylos explizit das Problem, ob die Namen der Dinge auf Natur oder Übereinkunft bzw. Brauch beruhen. Er zeigt, dass sich die sprachlichen Zeichen von der bezeichneten Sache unterscheiden. Eindeutiger als Platon beantwortet Aristoteles die Frage nach der Konventionalität der Sprache, was für ihn jedoch keine willkürliche Setzung der Sprachzeichen und keine Annahmen über ihre historische Entwicklung impliziert. Auch Thomas Hobbes und John Locke vertreten einen konventionalistischen Ansatz, obwohl sie die Sprache und die Sprachfähigkeit als von Gott geschaffen ansehen. David Hume betrachtet diese Konventionen erstmals als soziale, weil durch das Interesse der Menschen an geregelter Kommunikation bedingte. Mit der anthropologisch-kulturalistischen Sprachbetrachtung durch Johann Gottfried Herder und die Romantik verliert die Konventionstheorie der Sprache bzw. der sprachlichen Zeichen an Bedeutung und wird erst im 20. Jahrhundert wieder aufgegriffen (v. a. in der Linguistik durch Ferdinand de Saussure und in Ludwig Wittgensteins Spätwerk).

## Konvention als multilateraler Vertrag
Der Begriff Konvention bezeichnet auch einen völkerrechtlichen Vertrag, der multilateral (mehrseitig) geschlossen wird und Rechtsnormen kodifiziert. Im Speziellen wird der Begriff „Konvention“ oft für solche multilateralen Verträge benutzt, die von einer Vielzahl von Staaten unter der Schirmherrschaft einer internationalen Organisation vereinbart werden – in Abgrenzung zu anderen multilateralen Verträgen wie Gründungsverträgen internationaler Organisationen (oft „Charta“ oder „Statut“ genannt) oder Änderungs- und Zusatzvereinbarungen (oft „Protokoll“). Eine Rahmenkonvention legt Rechtsgrundlagen und -rahmen fest, weitere Verträge sorgen für die Ausgestaltung und Ergänzung (→ Rahmenabkommen).
Zu den Konventionen zählen etwa die Vertragswerke, die unter dem Dach der Vereinten Nationen entstehen (→ UN-Konvention). Im offiziellen deutschen Sprachgebrauch wird meist der sinngemäße Ausdruck „Übereinkommen“ verwendet. Bedeutende Beispiele für Konventionen sind die (bilaterale) Konvention von Tauroggen (1812), ein deutsch-russisches Beistandsversprechen, die Wiener Vertragsrechtskonvention, ein multilaterales Übereinkommen zum Völkerrecht selbst, oder die Klimarahmenkonvention zum Klimaschutz, die als Rahmenabkommen durch weitere Verträge, wie das Kyoto-Protokoll, ergänzt worden ist.

## Technische Konventionen
Technische Konventionen werden in Normungen festgelegt.